# یولیوس اوپرت

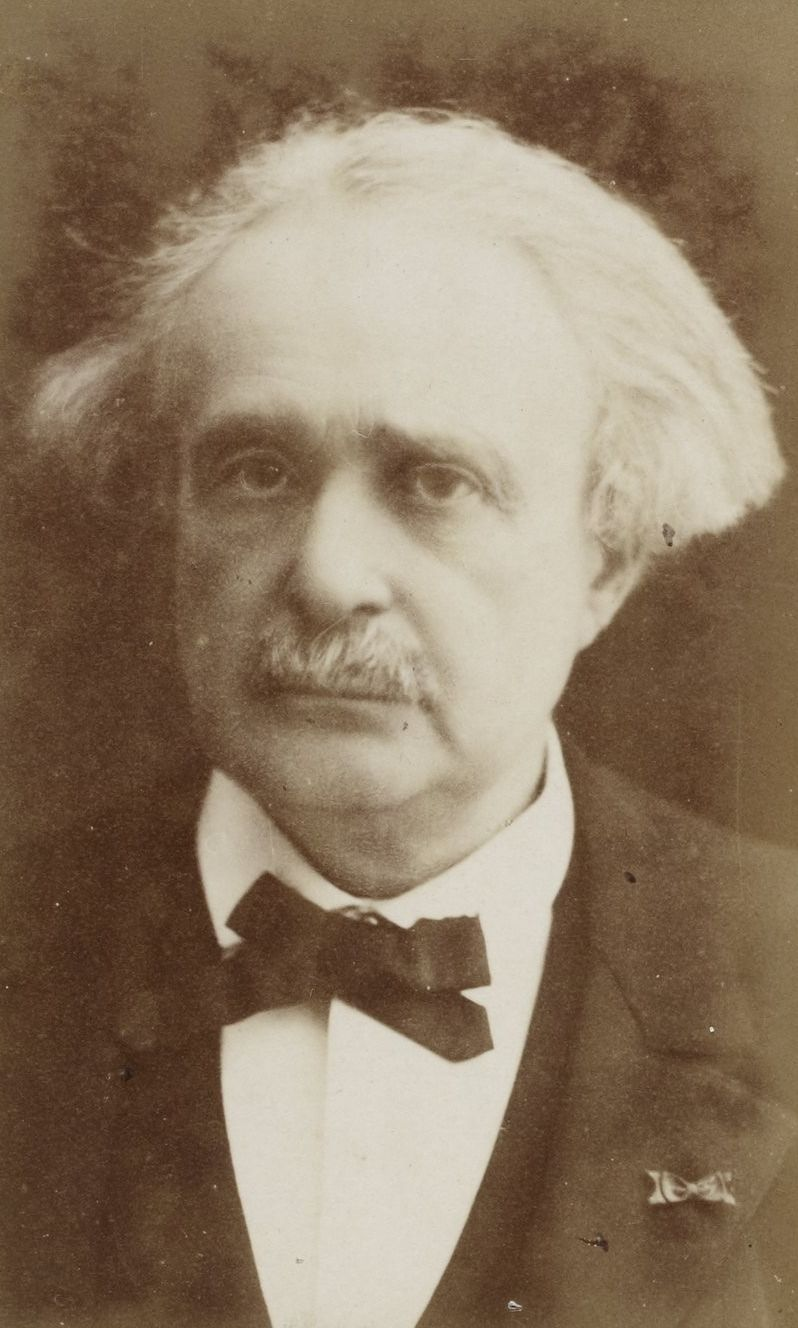

یولیوس اوپرت (به آلمانی: Julius Oppert) (زادهٔ ۹ ژوئیهٔ ۱۸۲۵- مرگ ۲۱ اوت ۱۹۰۵ در پاریس) آشورشناس آلمانی-فرانسوی یهودیتبار بود.

## کارنامه
اوپرت در ۱۸۴۷ میلادی از دانشگاه کیل فارغ‌التحصیل شد. یک سال پس از آن وی به فرانسه رفت و به آموزگاری زبان آلمانی پرداخت. در ۱۸۵۱ میلادی به همراه یک هیئت باستان‌شناسی فرانسوی به سرپرستی فولژانس فرنل به میان رودان و ماد رفت. در ۱۸۵۴ که به فرانسه بازگشت به پاس خدماتش تابعیت این کشور را نیز به دست آورد. سپس به مطالعه یافته‌های باستان‌شناختی‌اش به ویژه در زمینه خط میخی پرداخت. در ۱۸۵۵ میلادی وی کتابی را به نام نگارش باستانی (به فرانسوی: Écriture Anarienne) منتشر ساخت که طی آن اهالی آشوریه را تورانیان (به باور خود مردمان ترک و مغولی‌زبانان) انگاشته و خط میخی را نیز اختراع آنان فرض کرده‌بود. اگرچه این فرضیات از سوی پژوهشگران رد شد.
اثر دیگر وی وقایع‌نگاری آشوریان و بابلیان (به فرانسوی: Chronologie des Assyriens et des Babyloniens) بود که در ۱۸۵۶ منتشر شد. در ۱۸۵۷ او استاد سانسکریت و لغت‌شناسی تطبیقی مدرسهٔ زبان‌ها وابسته به کتابخانه ملی فرانسه گردید. از ۱۸۷۶ او بر تاریخ ماد متمرکز شد و حاصل پژوهش‌هایش در این زمینه کتاب مردمان و زبان مادها (به فرانسوی: Le Peuple et la langue des Médes) نشر شده به سال ۱۸۷۹ میلادی بود.